# Jānis Jaks
Jānis Jaks (* 22. srpna 1995, Riga) je lotyšský hokejový obránce, který od sezóny 2022/2023 hraje ELH. V minulosti hrál za livínovskou Vervu, od sezóny 2024/2025 hraje za Karlovy Vary. Poprvé na mistrovství světa hrál v roce 2014 v Minsku.